# エイコサテトラエン酸

必須脂肪酸の代謝経路とエイコサノイドの形成

エイコサテトラエン酸（エイコサテトラエンさん、英: eicosatetraenoic acid）は、直鎖の20:4の構造を有する脂肪酸を意味する。 
特に、2つの異性体が代表的である。1つは、all-cis 5,8,11,14-エイコサテトラエン酸であり、アラキドン酸と呼ばれる俗称を持つω-6脂肪酸である。この脂肪酸は、ジホモ-γ-リノレン酸（20:3 ω-6）が不飽和化されることで生成する。
もう1つは、all-cis-8,11,14,17-エイコサテトラエン酸であり、18:4 ω-3であるステアリドン酸の長鎖化により生成され、この脂肪酸が不飽和化されることでエイコサペンタエン酸（20:5 ω-3, EPA）が生成される。
ある化学関係機関は、どのようなエイコサテトラエン酸でも「アラカドン酸」と呼ぶように定義を試みたが、生化学、医学、栄養学での記述ではall-cis-5,8,11,14-エイコサテトラエン酸（ω-6）のみを「アラキドン酸」と呼ぶこととしている。
エイコサテトラエン酸は、二枚貝であるモエギイガイから発見され、シクロオキシゲナーゼ（COX）とリポキシゲナーゼの両方の経路によりアラキドン酸の酸化を二重に阻害する作用を有するようである。